# 가메이 고레노리
가메이 고레노리(일본어: 亀井玆矩 かめい これのり[*], 고지 3년(1557년) ~ 게이초 17년 음력 1월 26일(1612년 2월 27일))는 아즈치모모야마 시대부터 에도 시대 전기에 걸쳐 활약한 무장, 다이묘이다. 이나바 시카노번 초대 번주이다. 쓰와노번 가메이가(津和野藩亀井家) 시조. 초명은 유 구니쓰나(湯国綱).
아마고씨의 가신으로, 창술에 능하여 창의 신주로(槍の新十郎)라는 별명을 가졌다.

## 생애

### 유년기
고지 3년(1557년) 주고쿠 지방의 센고쿠 다이묘 아마고씨의 가신 유 나가쓰나와 다코 도키타카의 딸 사이에서 장남으로 태어난다.
이즈모국을 중심으로 세력을 형성한 아마고씨가 모리 모토나리의 공격을 받고 다이묘 가문으로서 멸문되자, 유랑의 몸이 되어 교토로 흘러 들어가게된다. 이 곳에서 아마고 가문 세력을 규합하는 야마나카 유키모리와 아마고 가쓰히사를 만나게 된다. 만난 시기에 관해서는 에이로쿠 11년(1568년) 무렵으로 추정하고 있다. 나이를 고려하면, 덴쇼 원년(1573년) 음력 9월경 아마고 잔당이 이나바를 중심으로 세를 형성하고 있는 야마나 도요쿠니에 의탁했다 이반해 모리 가문가 전투를 치른 17세 무렵이 그의 첫 전투로 사료되고, 이 시점에서 고레노리는 이치바성을 수비하고 있었다. 언제인지는 불명확하지만, 야마나카 유키모리와 긴밀한 관계에 있었고, 유키모리의 양녀 (가메이 히데쓰나의 딸)를 처를 맞이해 가메이로 성을 바꾼다.

### 소년기
아마고 재흥 운동은 연약한 지지 기반 하에 큰 세력을 형성하고 있는 모리 가문에 대항했기 때문에 전과라고 부를 만큼의 성과는 없었다. 그러나, 신흥세력으로 떠오르는 오다 노부나가(織田信長)의 지지를 얻자, 사태는 급변한다. 주고쿠 지방에 연이 있는 아마고 잔당은 오다 가문측에서 보자면, 주고쿠 지방으로 진출하는 데 있어 이용가치가 있었다.
아마고 잔당은 오다가신 하시바 히데요시 슬하에서 모리 가문과 대치했다. 덴쇼 6년(1578년) 아마고 가쓰히사와 야마나카 유키모리의 아마고 잔당은 고즈키 성에서 고립되어 모리 가문의 공격을 받았고, 성은 함락된다. 이 때, 고레노리는 하시바 히데요시 군에 동행했기 때문에 난을 피할 수 있었다. 이후 고레노리는 주고쿠 공략에 매진하는 히데요시 군에 속하게 된다.
덴쇼 9년(1581년) 모리가의 깃카와 쓰네이에가 지키는 돗토리성 공략에 전공을 올려 이나바 국 시카노성 1만 3천 석을 영지로 가진 성주가 된다. 겨우 24세의 젊은 나이에 전선의 성주로 부임한 것으로 미루어 히데요시에 상당한 신뢰를 받았음을 알 수 있다. 또, 혼노지의 변이후, 히데요시가 교토로 회군할 때, 후위부대로 시카노 성에 머물렀으며, 모리 가문을 감시했다.

### 도요토미 정권시절
도요토미 정권 시절의 고레노리는 광산경영, 간척, 용수로 정비 등 행정적인 면에서 수완을 발휘한다. 분로쿠 원년(1592년) 수군을 이끌고 도해해 조선 수군과 싸운다. 이해 당포에서 이순신이 이끄는 조선 수군에 패배하였다. 게이초 2년(1597년) 다시 수군을 이끌고 도해했다.

### 세키가하라 전투시절
게이초 5년(1600년) 세키가하라 전투에서 동군에 속해 참전하였고, 전후 서군 측의 돗토리 성을 공격하지만, 함락하지 못해 동군으로 배신한 서군의 다케다 성주 사이무라 마사히로(斎村政広)와 함께 돗토리 성 주변 마을을 불태운다. 그러나, 난이 수습된 후, 마을을 불태운 것이 동군의 수장 도쿠가와 이에야스(德川家康)의 심기를 건들였고, 이에 고레노리는 책임을 회피하기 위해 마사히로가 주모자로 고한다. 이에 마사히로는 자결, 영지가 몰수 되지만, 고레노리는 소령안도와 영지가 3만 8천여석으로 가증되었다.

### 말년
에도 막부 하에서 황무지 개간, 광산경영, 용수로 개설 등 내정에 힘썼다. 한편, 막부의 허가를 받아 타이와의 무역을 행하는 등, 번의 제정을 견실히 하였다. 동해측의 주고쿠 지방의 다이묘가 해외무역을 하는 것은 이례적인 것으로 그의 재간을 알 수 있는 사항이다. 유랑시절 경험했던 긴키에서의 생활과 주군으로 모셨던 오다 노부나가와 도요토미 히데요시의 영향이었다고 유추할 수 있다. 게이초 17년(1612년) 음력 1월 26일 향년 56세로 세상을 떠났다.

### 사후
묘소는 돗토리현 돗토리시, 시마네현 쓰와노정의 가메이 가문 묘소내에 있다. 또, 교토부 교토시의 구로타니 고묘지(黒谷光明寺)에 묘가 있다.

## 일화
- 시바 료타로는〈(가메이) 고레노리는 중국보다는 인도에 관심이 있어 자신의 시카노성을 오샤 성(王舍城/왕사성)으로 명명했다. ··· 고레노리는 불전에 소양이 있다고 생각된다. 그것 이상에 사상을 동경했음 느낄 수 있다.〉라고 적고 있다. 이는 모리 오가이, 니시 아마네 등이 자라난 쓰와노번의 학문적 기풍으로 토대가 되었는 지도 모른다.
- 가메이 고레노리가 동아시아에 관심을 가지게 된 것은 다음과 같은 일이 있었기 때문으로 사료된다. 1582년 혼노지의 변으로 도요토미 히데요시가 모리 가문과 강화를 맺었고, 이 때문에 고레노리와 약속한 이즈모국의 반을 줄수 없게 되자, 히데요시는 고레노리가 별도의 영지를 원하냐고 묻자, 고레노리는 류큐왕국을 받고 싶다고 대답한다. 이에 히데요시는 가메이 류큐노카미도노(亀井琉求守殿)라고 적힌 금부채를 고레노리에게 주었다. 하지만, 이 부채는 임진왜란의 당포 해전에서 조선 수군에 노획되었다. 또, 류큐노카미(琉求守)라는 관직명은 고레노리가 히데요시에게 류큐로의 침략을 촉구한 것으로 볼 수 있다. 그러나, 도요토미 정권하에서 사쓰마의 시마즈씨이 류큐의 권익을 취했기 때문에 고레노리의 관직명은 무사시노카미(武蔵守)가 되었고, 얼마뒤, 다이슈노카미(台州守)로 칭하게 된다. 다이슈는 현재 중국 저장성의 타이저우를 가리킨다. 단, 임진왜란이 끝난 후, 다시 무사시노카미로 칭하였다.

- 당포 해전에서 전사한 것으로 알려져 있지만, 전사한 이는 구루시마 미치유키이다.

## 참고 문헌
- 시바 료타로《이나바, 호키의 길 가도를 가다 27》아사히 신문사 1990년

## 같이 보기
- (다케노야)마쓰다이라 이에키요 - 사돈지간

|  | 제1대 시카노번 번주 (가메이가) 1582년 ~ 1612년 | 후임 가메이 마사노리 |